# Nassima al-Sadah
Nassima al-Sadah (parfois al-Sada ou al-Sasa, en arabe : نسيمة السادة   ), née le 13 août 1974, est une journaliste  saoudienne, militante chiite des droits de l'homme de la « majorité chiite rétive » de la province orientale de Qatif, en Arabie saoudite.
Elle milite pendant de nombreuses années pour les droits civils et politiques, les droits des femmes à s'affranchir de la tutelle masculine, le droit des femmes à conduire, et les droits de la minorité chiite. Elle se présente comme candidate aux élections municipales saoudiennes de 2015, mais elle est interdite d'y participer,. Nassima al-Sadah est arrêtée le 30 juillet 2018 avec une autre militante de premier plan, Samar Badawi, par les autorités saoudiennes dans le cadre d'une large répression gouvernementale contre les militants, les religieux et les journalistes. Elle est libérée en juin 2021.

## Biographie

### Journaliste, écrit et milite pour les droits
Nassima al-Sadah est journaliste, et travaille comme chroniqueuse et commentatrice pour le site d'information saoudien Juhaina. Selon le Comité pour la protection des journalistes (CPJ), elle écrit sur les droits de l'homme, en particulier les droits des femmes, y compris sur les droits civils des femmes pour participer à la vie politique, sur les lois sur la nationalité saoudienne en Arabie saoudite et sur les Nations unies, et sur une campagne pour mettre fin à la violence contre les femmes. Nassima al-Sadah, comme d'autres militantes des droits des femmes, fait également campagne pour abolir le système de tutelle masculine et obtenir le droit de conduire,. Sans le consentement d’un parent masculin, les femmes ne sont pas autorisées à prendre des décisions importantes.

### Droit à conduire
Nassima al-Sadah intente en 2012 une action en justice « contre le département de la circulation du ministère de l'Intérieur auprès du tribunal de Dammam » dans la province de l'Est, dans le cadre d'une campagne plus vaste visant à « prendre le volant » et à relancer la campagne « Les femmes au volant » qui a retenu l’attention internationale lors des manifestations saoudiennes de 2011-2012 à l'époque du Printemps arabe. Manal al-Sharif et Samar Badawi ont déjà intenté des poursuites similaires. Les femmes obtiennent le droit de conduire en Arabie Saoudite en juin 2018.

### Arrestation
Selon Human Rights Watch (HRW), le 30 juillet 2018, Nassima al-Sadah et Samar Badawi, toutes les deux d'éminentes militantes, sont arrêtées par les autorités saoudiennes dans le cadre d'une « répression gouvernementale » contre « des militants, des religieux et des journalistes »,, dont de nombreux militants de la campagne saoudienne contre la tutelle masculine. De mai 2018 à février 2019, « au moins 15 militants des droits humains, dont plusieurs défenseuses des droits humains, [ont été] détenus sans inculpation en Arabie Saoudite ». Amnesty International (AI) indique que Nassima al-Sada, qui est détenue depuis juillet 2018 sans inculpation ni procès, est placée à en isolement début février 2019 dans la prison d'al-Mabahith, avant d'être transférée à la prison d'al-Ha'ir à Riyad.

### Allégations de torture
Selon son rapport du 20 novembre 2018, basé sur trois témoignages distincts, Amnesty International déclare que les militantes détenues dans la prison d'al-Mabahith ont été « torturées à plusieurs reprises par électrocution et flagellation, laissant certaines incapables de marcher ou de se tenir debout correctement ». Selon le Washington Post, un responsable saoudien nie que la torture soit tolérée par l'État. Selon une déclaration de Human Rights Watch (HRW) du 7 mars publiée dans le New York Times, « les interrogateurs saoudiens auraient torturé au moins quatre des femmes avec des décharges électriques, en leur fouettant les cuisses, en les harcelant et en les agressant sexuellement ».

### Procès
Le procès de dix des militantes des droits des femmes, dont Samar Badawi et Nassima al-Sadah, commence le 13 mars 2019, selon le Washington Post.

### Réactions internationales
Amnesty International (AI) décrit la répression comme atteignant un « niveau sans précédent de persécution des défenseurs des droits humains en Arabie Saoudite »,,. Un an après la détention arbitraire des dirigeantes saoudiennes défenseuses des droits humains, Amnesty International appelle à la libération immédiate et inconditionnelle de Loujain al Hathloul, Iman al Najfan, Aziza al Yousef, Samar Badawi, Nassima al-Sada et de tous les autres défenseurs des droits humains détenus et jugés pour leurs actions pacifiques en faveur des droits humains.
AI qualifie d'« arbitraires » les arrestations des « défenseurs des droits de l'homme » engagés dans un « travail pacifique en faveur des droits de l'homme ». En mars 2019, Amnesty International appelle à « la libération immédiate et inconditionnelle de Loujain al-Hathloul, Iman al-Najfan, Aziza alYousef, Samar Badawi, Nassima al-Sada et de tous les autres défenseurs des droits humains ».
Selon un article du National Post du 7 août 2018, la ministre canadienne des Affaires étrangères, Chrystia Freeland, « a ouvertement critiqué les Saoudiens » pour les arrestations. L'Arabie saoudite riposte en se plaignant de « l'ingérence » du Canada, expulse l'ambassadeur canadien et gèle tout nouvel accord commercial entre les deux pays.
À l'occasion de la Journée internationale des femmes, en mars 2019, le Comité pour la protection des journalistes souligne le nombre de femmes journalistes toujours incarcérées dans le monde, en citant particulièrement Nassima al-Sadah.
Selon un article du 7 mars 2019 paru dans le New York Times, dans le cadre d'une « initiative historique », 36 pays membres du Conseil des droits de l'homme des Nations Unies (CDHNU), composé de 47 membres, adressent une réprimande à l'Arabie saoudite « pour sa répression agressive contre l'expression libre ».
C'est la première fois que « des États affrontent l'Arabie saoudite », qui est membre du CDHNU, à propos de son bilan en matière de droits de l'homme. La déclaration du CDHNU cite en particulier Loujain al-Hathloul, Eman al-Nafjan, Aziza al-Yousef, Nassima al-Sadah, Samar Badawi, Nouf Abdelaziz, Hatoon al-Fassi, Mohammed al-Bajadi, Amal al-Harbi et Shadan al-Anezi, qui ont toutes été arrêtées lors de la répression de mai 2018.

### Libération
Nassima al-Sadah est libérée en juin 2021, en même temps que Samar Badawi, après avoir purgé sa peine de prison.